# Otto Meyer (Politiker, 1921)

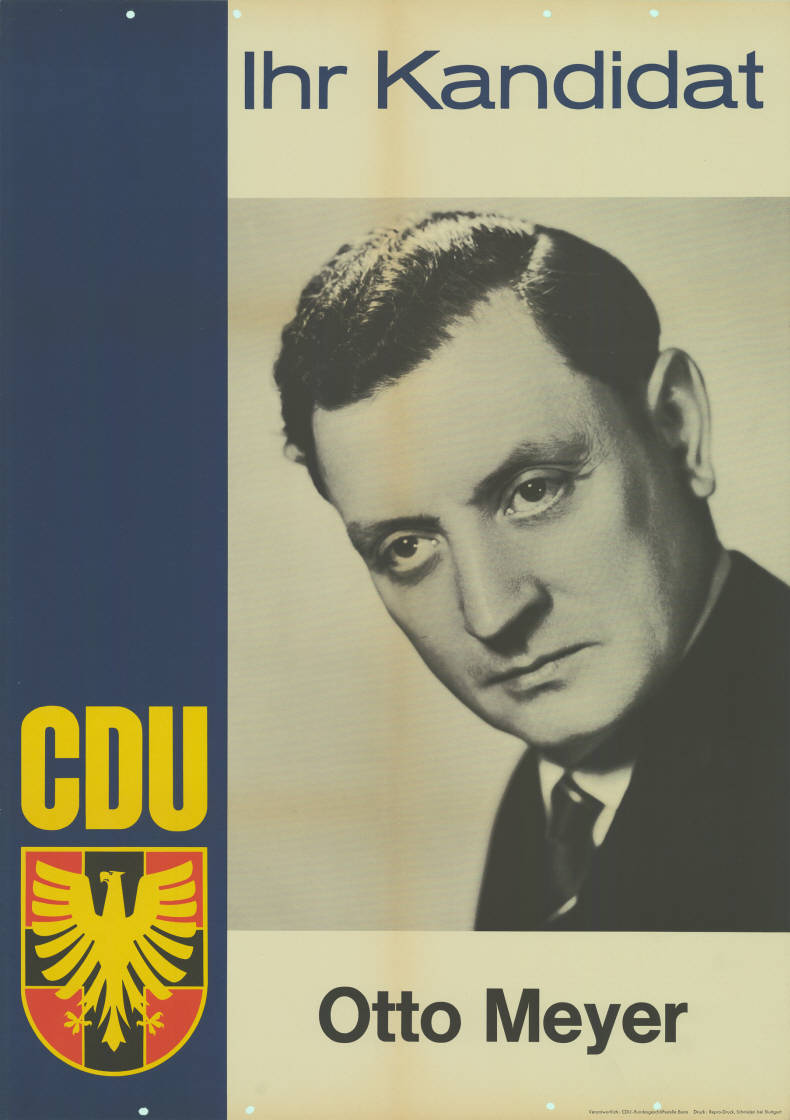
Kandidatenplakat der CDU zur Landtagswahl in Rheinland-Pfalz 1963

Otto Meyer (* 24. März 1921 in Herold; † 25. September 2013 in Klingelbach) war ein deutscher Landwirt und Politiker (CDU). Von 1968 bis 1971 sowie von 1979 bis 1985 war er Minister für Landwirtschaft, Weinbau und Forsten und von 1971 bis 1979 Minister für Landwirtschaft, Weinbau und Umweltschutz des Landes Rheinland-Pfalz. Von 1971 bis 1985 bekleidete er zugleich das Amt des Stellvertretenden Ministerpräsidenten unter den Ministerpräsidenten Helmut Kohl und Bernhard Vogel.

## Leben
Otto Meyer wurde als Sohn eines Landwirtes geboren. Nach dem Volksschulabschluss in Herold besuchte er von 1936 bis 1938 die landwirtschaftliche Fachschule in Katzenelnbogen und im Anschluss für ein Semester die Bauernhochschule in Michelstadt. Seine praktische Ausbildung zum Landwirt erhielt er von 1935 bis 1938 auf dem Hof seines Vaters. Von 1941 bis 1945 nahm er am Zweiten Weltkrieg teil und wurde als Soldat im Russlandfeldzug eingesetzt, zuletzt als Leutnant und Kompanieführer. Er geriet in Kriegsgefangenschaft.
Nach dem Kriegsende betätigte sich Meyer als selbständiger Landwirt auf dem väterlichen Bauernhof, dessen Leitung er 1955 nach Ablegung der Landwirtschaftsmeisterprüfung übernahm. Er war Mitglied zahlreicher landwirtschaftlicher und mittelständischer Interessenvertretungen, darunter u. a. 1950 bis 1968 Kreisvorsitzender des Bauernverbandes Unterlahn sowie Mitglied der Landwirtschaftskammer Rheinland-Nassau.
Meyer trat in die CDU ein und wurde 1966 zum Vorsitzenden des CDU-Kreisverbandes Unterlahn gewählt. Von 1969 bis 1971 war er Vorsitzender des CDU-Bezirksverbandes Koblenz-Montabaur. Von 1968 bis 1982 war er stellvertretender Landesvorsitzender der CDU Rheinland-Pfalz.
Meyer wurde 1948 zum ehrenamtlichen Bürgermeister der Gemeinde Herold gewählt und übte dieses Amt bis 1968 aus. Von 1952 bis 1968 war er Mitglied des Kreistags und des Kreisausschusses und von 1956 bis 1968 Kreisdeputierter des Unterlahnkreises.
Bei der Landtagswahl 1959 wurde Meyer erstmals als Abgeordneter in den Rheinland-Pfälzischen Landtag gewählt. Sein Landtagsmandat konnte er bei den folgenden Wahlen 1963, 1967, 1971, 1975, 1979 und 1983 jeweils erfolgreich verteidigen. 1971 wurde er über den Landtagswahlkreis 2 gewählt, in den Jahren 1975, 1979 und 1983 erfolgte seine Wahl über den Landtagswahlkreis 1. Im Parlament war er von 1963 bis 1968 stellvertretender Vorsitzender der CDU-Fraktion und von 1967 bis 1968 Vorsitzender des Ausschusses für Landwirtschaft und Weinbau. 1969 entsandte ihn der Landtag in die 5., 1984 in die 8. Bundesversammlung zur Wahl des Bundespräsidenten.
Meyer wurde am 1. Mai 1968 in der Nachfolge von Oskar Stübinger als Minister für Landwirtschaft, Weinbau und Forsten in die von Ministerpräsident Peter Altmeier geführte Regierung des Landes Rheinland-Pfalz berufen. Mit der Amtseinführung von Ministerpräsident Helmut Kohl, dessen Regierungen (Kabinett Kohl I, II, III) er ebenfalls angehörte, wurde sein Ressort am 18. Mai 1971 in Ministerium für Landwirtschaft, Weinbau und Umweltschutz umbenannt. Auch unter Ministerpräsident Bernhard Vogel blieb er im Amt (Kabinett Vogel I, II, III). Vom 18. Mai 1971 bis zum 23. Mai 1985 übernahm Meyer zugleich das Amt des Stellvertretenden Ministerpräsidenten.
Im Zuge einer Umbildung der Ministerien wurde am 18. Mai 1979 das Umweltressort aus dem Landwirtschaftsministerium ausgegliedert und dem Sozialministerium unter Leitung von Georg Gölter zugeordnet. Das von Meyer geleitete Ministerium trug daraufhin wieder den Namen Ministerium für Landwirtschaft, Weinbau und Forsten. In der Landespolitik vertrat er als Mitglied von sieben Kabinetten die Interessen der Bauern und Winzer. Am 23. Mai 1985 schied er als Minister aus der Landesregierung aus und wurde von Dieter Ziegler abgelöst. Sein Landtagsmandat, das Theo Zwanziger im Nachrückverfahren übernahm, legte er am 31. Mai 1985 nieder.
Zwei Monate nach seinem Rückzug aus der Politik wurde der „Glykolwein-Skandal“ publik. In den vorangegangenen Jahren wurden vor allem in Rheinland-Pfalz bestimmte aus Österreich importierte Weine zur Süßung in gesundheitsschädlichem Grad mit dem frostschutzmittelähnlichen Diethylenglycol versetzt. Meyer hatte es während seiner Amtszeit versäumt, den zuständigen Beamteten Staatssekretär im Bundesministerium für Jugend, Familie, Frauen und Gesundheit Werner Chory und die übrigen Bundesländer darüber zu informieren. Erst am 9. Juli 1985 warnte das Bundesgesundheitsministerium die Bevölkerung davor, österreichische Prädikatsweine zu trinken. Bereits 1982 musste Meyer sich vor einem parlamentarischen Untersuchungsausschuss im Landtag zu der minderen Weinqualität äußern. Später räumte er ein, dass der Informationsfluss in dieser Angelegenheit offenbar nicht ausreichend gewesen war, da Warnungen und Hinweise schon seit einiger Zeit vorgelegen hätten.
Otto Meyer war seit 1945 mit Hedwig, geb. Gießelmann, verheiratet und hatte zwei Kinder.

## Ehrungen und Auszeichnungen
- 1971: Verdienstkreuz 1. Klasse der Bundesrepublik Deutschland[8]
- 1975: Großes Verdienstkreuz der Bundesrepublik Deutschland[8]
- 1978: Großes Verdienstkreuz mit Stern der Bundesrepublik Deutschland
- 1981: Großes Verdienstkreuz mit Stern und Schulterband der Bundesrepublik Deutschland[2][8]
- 1986: Honorarkonsul der Republik Ruanda[8]
- 1989: Verdienstorden des Landes Rheinland-Pfalz[8]
- Träger des Ehrentitels Ökonomierat[8]